# Hajjah
Hajjah is een stad in Jemen en is de hoofdplaats van het gouvernement Hajjah.
Bij de volkstelling van 2004 telde Hajjah 34.136 inwoners.